# Куайът Райът
„Куайът Райът“ (на английски: Quiet Riot) е глем метъл музикална група в Лос Анджелис, Съединени американски щати.
Основана е през 1973 г. и е най-популярна през първото десетилетие от своето съществуване. Групата е официално разформирована след смъртта на нейния дългогодишен водещ вокалист Кевин Дюброу в края на 2007 г.
Основани в Лос Анджелис, Калифорния, в началото Куайът Райът имат по-голям успех в Япония, където издават първите си два албума за Колъмбия рекърдс. След като Ранди Роудс се присъединява към Ози Озбърн, групата временно се разпада. Дюброу, заедно с Франки Банали, Карлос Кавасо и Руди Сарсо реформират Куайът Райът през 1982 г. и подписват договор с компанията „Паша“. Голям успех имат албума „Метъл Хелт“ (1983 г.) и сингъла „Към он Фийл дъ Нойс“ – кавър версия на Слейд. Абумът се продава в над пет милиона копия, нещо необичайно по него време за метъл албум. Следващият албум „Къндишън Критикъл“ (1984 г.) не успява да повтори този успех. След напускането на Сарсо в посока „Уайт Снейк“, бас-китарата поема Чък Райт и с неговото участие е записан следващият албум „Кю Ар ІІІ“ (1986 г.). Скоро противоречията в групата се изострят до такава степен, че Дюброу е изгонен от групата поради „егомания“ и „диктаторско поведение“. На негово място идва певеца Пол Шортино от групата Раф Кът, но тъй като емблема на групата е специфичният вокал на Кевин, албумът „Куайът Райът“, известен още като „Пауър ънд Груув“ (1988 г.) бива игнориран от масовата публика. Следва второ разпадане на групата, като Шортино се присъединява към Мич Пери, Банъли работи с групите У.А.С.П. и Фастър Пуссикет, а Кавасо се присъединява към Дюброу в групата Хийт. През 1993 г. двамата възраждат Куайът Райът, заедно с басиста Кени Хилъри и барабаниста Пат Ашби. Излизат албумите „Терифайъд“ (1993 г.) и „Даун ту дъ Бон“ (1995 г.). През 1997 г. в групата се завръща и Руди Сарсо, с който са записани албумите „Алайф ънд Уел“ (1999 г.) е „Гилти Плежърс“ (2001 г.) Куайът Райът се разпадат за трети път в края на 2003 г.
Кевин Дюброу издава соловият си албум „Ин фор дъ Кил“ през 2004 г., след което за втори път обявява реформирането на „Куайът Райът“. В групата освен ветераните Дюброу, Банъли и Райт се включва и китариста Алекс Гроси. „Куайът Райът“ участват в американското турне „Рок Невър Стопс“, заедно с други звезди от осемдесетте, като „Рат“, „Синдърела“ и „Файърхаус“. В групата за около месец свири Трейси Гънс от „Ел Ей Гънс“, но напуска поради музикални различия.
На 25 ноември 2007 г. Дюброу е открит мъртъв в апартамента си в Лас Вегас. Според официални източници, смъртта му е настъпила шест дена по-рано в резултат на свръхдоза кокаин. Това изглежда като окончателният край на групата, но щафетата поема барабанистът Франки Банали и Куайът Райът продължават да свирят по турнета и концерти по целият свят, сменяйки трима певци, между които и Джизи Пърл от Лав/Хейт. Последният им албум, „Куайът Райът 10“ излиза през 2014 г.
Песните им звучат в десетки филми (Кранк, Борецът, Рок на епохата) и компютърни игри. Появяват се и в анимационния сериал Семейство Симпсън, като пародийната група Паюс Райът. Кечистът Некро Бътчър винаги излиза на арената под звуците на „Метъл Хелт“.